# Губань-скельник
Губань-скельник, Гребінчастий губань золотистий (Ctenolabrus rupestris) — вид риб родини Labridae. Єдиний вид роду, який представлений й в Україні.

## Поширення
Поширений у Східній Атлантиці від Норвегії до Марокко, а також у Середземному і Чорному морі.

## Опис
Сягає максимальної довжини 18,0 см, живе до 8 років. Морська рифова риба, живе на глибинах до 50 м.

## Природоохоронний статус
Біля берегів України зустрічається дуже рідко, зазвичай поодинокими екземплярами. В Червоній книзі України має природохоронний статус «Рідкісний».